# Indische Cricket-Nationalmannschaft gegen Pakistan in der Saison 1997
Die Tour der indischen Cricket-Nationalmannschaft gegen Pakistan in der Saison 1997 fand vom 13. bis zum 21. September 1997 in Kanada statt. Die internationale Cricket-Tour war Bestandteil der Internationalen Cricket-Saison 1997 und umfasste fünf ODIs. Indien gewann die Serie 4–1.

## Vorgeschichte
Indien spielte zuvor eine Tour in Sri Lanka, Pakistan den Asia Cup 1997.
Schon im Jahr zuvor bestritten die beiden Mannschaften eine vergleichbare Serie in Kanada.

## Stadien
Die folgenden Stadien wurden für die Tour als Austragungsort vorgesehen.
| Stadion                                          | Stadt   | Kapazität | Spiele      |
| ------------------------------------------------ | ------- | --------- | ----------- |
| Toronto Cricket, Skating and Curling Club Ground | Toronto | 4.875     | 1. – 5. ODI |

## Kaderlisten
Die folgenden Kader wurden von den Mannschaften benannt.
| ODI | ODI |
| Indien | Pakistan |
| --- | --- |
| - Mohammad Azharuddin - Rajesh Chauhan - Rahul Dravid - Sourav Ganguly - Vinod Kambli - Saba Karim - Nilesh Kulkarni - Abey Kuruvilla - Debasis Mohanty - Ajay Jadeja - Harvinder Singh - Robin Singh - Sachin Tendulkar | - Azhar Mahmood - Ijaz Ahmed - Inzamam-ul-Haq - Mohammad Hussain - Moin Khan - Shahid Nazir - Rameez Raja - Hasan Raza - Saeed Anwar - Saleem Malik - Saqlain Mushtaq - Shahid Afridi |

## One-Day Internationals

### Erstes ODI in Toronto
| 13. September Scorecard | Toronto | Indien 208 (50)            | – | Pakistan 188 (44.2/49) |
|                         |         | Indien gewinnt mit 20 Runs |   |                        |

### Zweites ODI in Toronto
| 14. September Scorecard | Toronto | Pakistan 116 (46)            | – | Indien 117-3 (34.4) |
|                         |         | Indien gewinnt mit 7 Wickets |   |                     |

In dem Spiel kam es zu einem Vorfall bei dem sich der pakistanische Spieler Inzamam-ul-Haq in die Zuschauerränge begab um einen Zuschauer, der ihn via Megaphon beleidigt hatte, ruhig zu stellen. Dazu brachte ihm der pakistanische Ersatzspieler einen Cricketschläger von der Bank, den Inzamam nur dank den Einsatz von Sicherheitskräften nicht einsetzen konnte. Inzamam-ul-Haq wurde nachträglich für zwei Spiele gesperrt.

### Drittes ODI in Toronto
| 17. September Scorecard | Toronto | Pakistan 169-3 (31.5) | – | Indien |
|                         |         | No Result             |   |        |

| 18. September Scorecard | Toronto | Indien 182-6 (50)          | – | Pakistan 148 (36.5) |
|                         |         | Indien gewinnt mit 34 Runs |   |                     |

### Viertes ODI in Toronto
| 20. September Scorecard | Toronto | Pakistan 159-6 (28/28)       | – | Indien 162-3 (25.3/26) |
|                         |         | Indien gewinnt mit 7 Wickets |   |                        |

### Fünftes ODI in Toronto
| 21. September Scorecard | Toronto | Indien 250-5 (50)              | – | Pakistan 251-5 (41.5/48) |
|                         |         | Pakistan gewinnt mit 5 Wickets |   |                          |